# Alvaro Načinović
Alvaro Načinović, jugoslovanski (hrvaški) rokometaš, * 2. marec 1966, Reka.
Leta 1988 je na poletnih olimpijskih igrah v Seulu v sestavi jugoslovanske rokometne reprezentance osvojil bronasto olimpijsko medaljo.
Čez osem let je s hrvaško reprezentanco osvojil zlato olimpijsko medaljo.